# Stephan Lehmann (Fussballspieler)
Stephan Lehmann (* 15. August 1963 in Schaffhausen) ist ein ehemaliger Schweizer Fussballspieler und heutiger Torhütertrainer.

## Karriere
Lehmanns Position als Spieler war Torhüter. Seine aktive Laufbahn begann beim Heimatverein FC Schaffhausen, bevor er über den FC Winterthur beim SC Freiburg in der 2. Bundesliga spielte. Allerdings zog es ihn nach nur einem Jahr zurück, wo er noch für Schaffhausen, langjährig den FC Sion und den FC Luzern das Tor hütete. In seinen Jahren für den FC Sion wurde er zweimal Schweizer Meister und viermal Cupsieger. Als Nationalspieler der Schweiz nahm er an der WM-Endrunde in den USA 1994 und der EM-Endrunde in England 1996 teil.
Als Torhütertrainer begann er bei seinem letzten Verein als Aktiver, dem FC Luzern. Noch im selben Jahr betreute er als Torhütertrainer die U21-Nationalmannschaft der Schweiz. Mit dem FC Wil feierte er 2004 als Motivationstrainer und Torhütertrainer unter Joachim Müller den Sieg im Schweizer Cup. Einen weiteren Erfolg als Trainer feierte er zusammen mit Chef-Trainer René van Eck und dem Aufstieg des FC Luzern in der Axpo Super League mit einer Serie von 31 Spielen ohne Niederlage. Hier wurde er im September 2008 entlassen.
Stephan Lehmann besitzt das A-, B- und C-Diplom des Schweizerischen Fussballverbandes und das Torhütertrainer-Diplom Niveau 1–3 des Schweizer Fussballverbandes.
Lehmann hat eine NLP-Coachingausbildung absolviert und leitete im Mai 2007 den FIFA-Torhütertrainerkurs in Tunesien, im September 2007 in Mauritius sowie im Mai 2008 in Dubai.
Zudem ist er Motivationstrainer.
Am 28. Dezember 2008 gab der Drittligist FC Carl Zeiss Jena bekannt, dass Lehmann zum 1. Januar 2009 Torhütertrainer des Vereins an der Seite von René van Eck werde. Das Trainergespann sowie Carsten Linke wurden jedoch bereits am 24. März 2009 wieder entlassen.
Von Juli 2009 bis April 2012 war Lehmann wieder Torhütertrainer beim FC Luzern. Von Juli 2012 bis Juni 2014 war er Torhütertrainer beim FC Sion. Von März 2017 bis Juni 2020 war er als Torhütertrainer beim FC Wil engagiert. Seit 2021 ist er Torhütertrainer beim FC Winterthur.